# Orani João Tempesta
Orani João kardinál Tempesta OCist (* 23. června 1950 São José do Rio Pardo, stát São Paulo, Brazílie) je brazilský římskokatolický kněz, člen cisterciáckého řádu, nynější arcibiskup v Riu de Janeiro a od roku 2014 také kardinál.

## Život

Ve svém rodišti vstoupil 20. ledna 1968 do cisterciáckého kláštera, 1. února 1968 tam zahájil svůj noviciát a 2. února 1969 složil časné sliby. Biskup Tomás Vaquero jej pak 7. prosince 1974 vysvětil na kněze. Od roku 1974 byl také vicepřevorem svého kláštera a v období od 17. června 1984 do 12. listopadu 1993 byl jeho převorem.
Papež Jan Pavel II. jej 26. února 1997 jmenoval biskupem diecéze v São José do Rio Preto asi 450 km severovýchodně od jeho rodiště (biskupské svěcení přijal 25. dubna 1997) a 13. října 2004 arcibiskupem v severobrazilském Belému (úřadu se ujal 8. prosince. Po rezignaci kardinála Scheida na úřad arcibiskupa v Riu de Janeiro byl 27. února 2009 jmenován na jeho místo (úřadu se ujal 19. dubna 2009).
Dne 22. února 2014 jej papež František jmenoval kardinálem.